# Elvira Krasnobaeva
Elvira Krasnobaeva (en búlgaro: Елвира Краснобаева; San Petersburgo, 10 de marzo de 2008) es una deportista búlgara de origen ruso que compite en gimnasia rítmica, en la modalidad individual. Ganó dos medallas en el Campeonato Europeo de Gimnasia Rítmica de 2024, oro en la prueba por equipo y bronce en cinta.

## Palmarés internacional
| Campeonato Europeo | Campeonato Europeo | Campeonato Europeo | Campeonato Europeo |
| Año                | Lugar              | Medalla            | Prueba             |
| ------------------ | ------------------ | ------------------ | ------------------ |
| 2024               | Budapest (Hungría) | Medalla de oro     | Equipo             |
| 2024               | Budapest (Hungría) | Medalla de bronce  | Cinta              |